# Руголамби
Ру́гола́мби (карел. Rukalambi) — промежуточная техническая железнодорожная станция Октябрьской железной дороги на 132,5 км перегона Петрогранит — Суккозеро Западно-Карельской магистрали.

## Общие сведения
Станция территориально расположена в Суккозерском сельском поселении Муезерского района Карелии. Сдана в эксплуатацию 1 ноября 1960 года в составе первой очереди Западно-Карельской магистрали. В настоящее время на станции функционирует только пост ЭЦ, обеспечивая автоблокировку. На станции, в основном, эксплуатируется только главный путь. Улавливающий тупик демонтирован. Существует угроза полной ликвидации путевого развития. Автомобильный проезд к станции отсутствует. В полукилометре проходит грунтовая дорога 86К-7 Суккозеро — Гимолы.
Тарифной остановки пассажирские поезда на станции не имеют, так что посадочная платформа и прочая инфраструктура на ней отсутствует.

## Галерея

Станция Руголамби
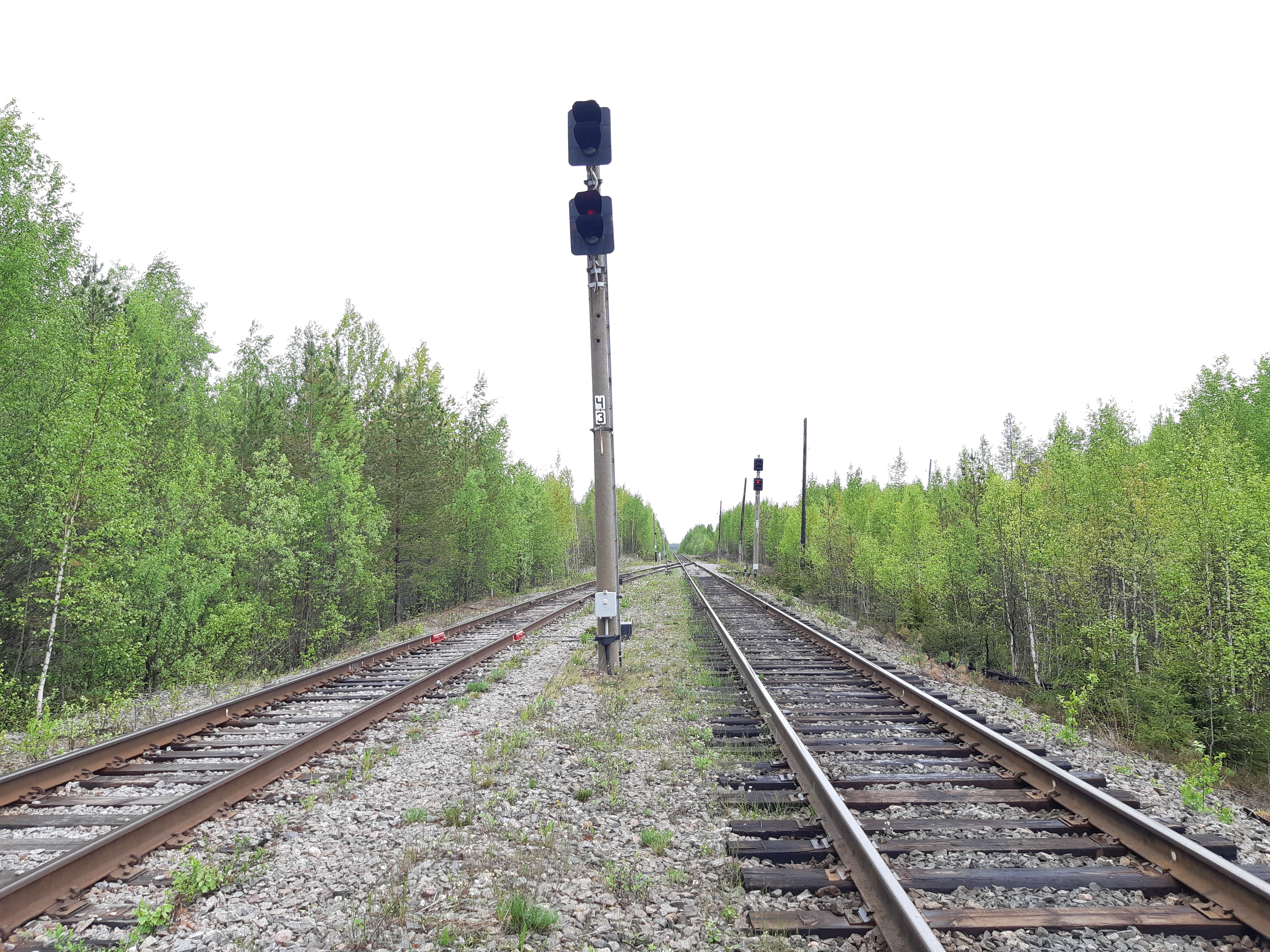
Вид на север.
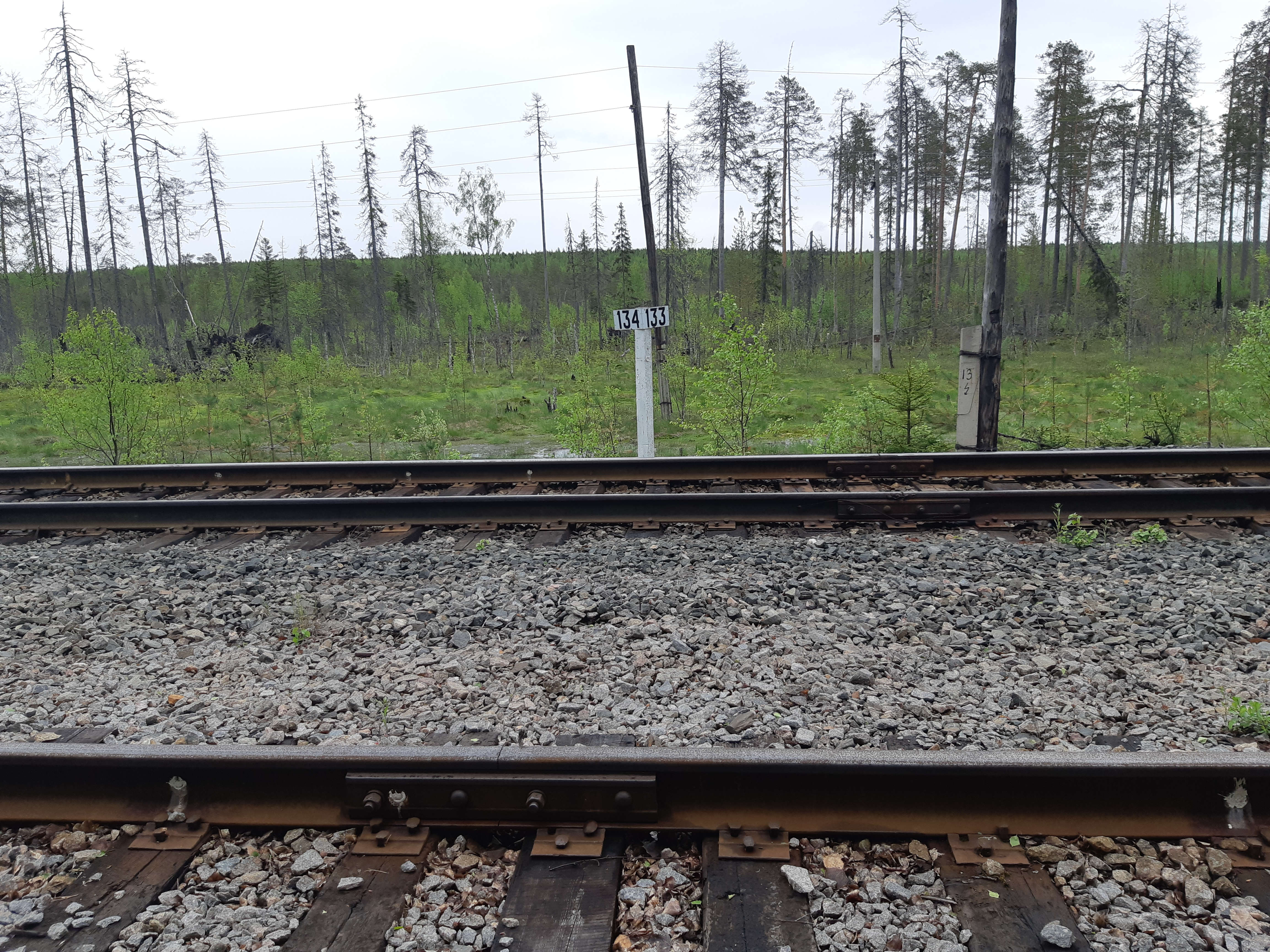
Болото возле станции.
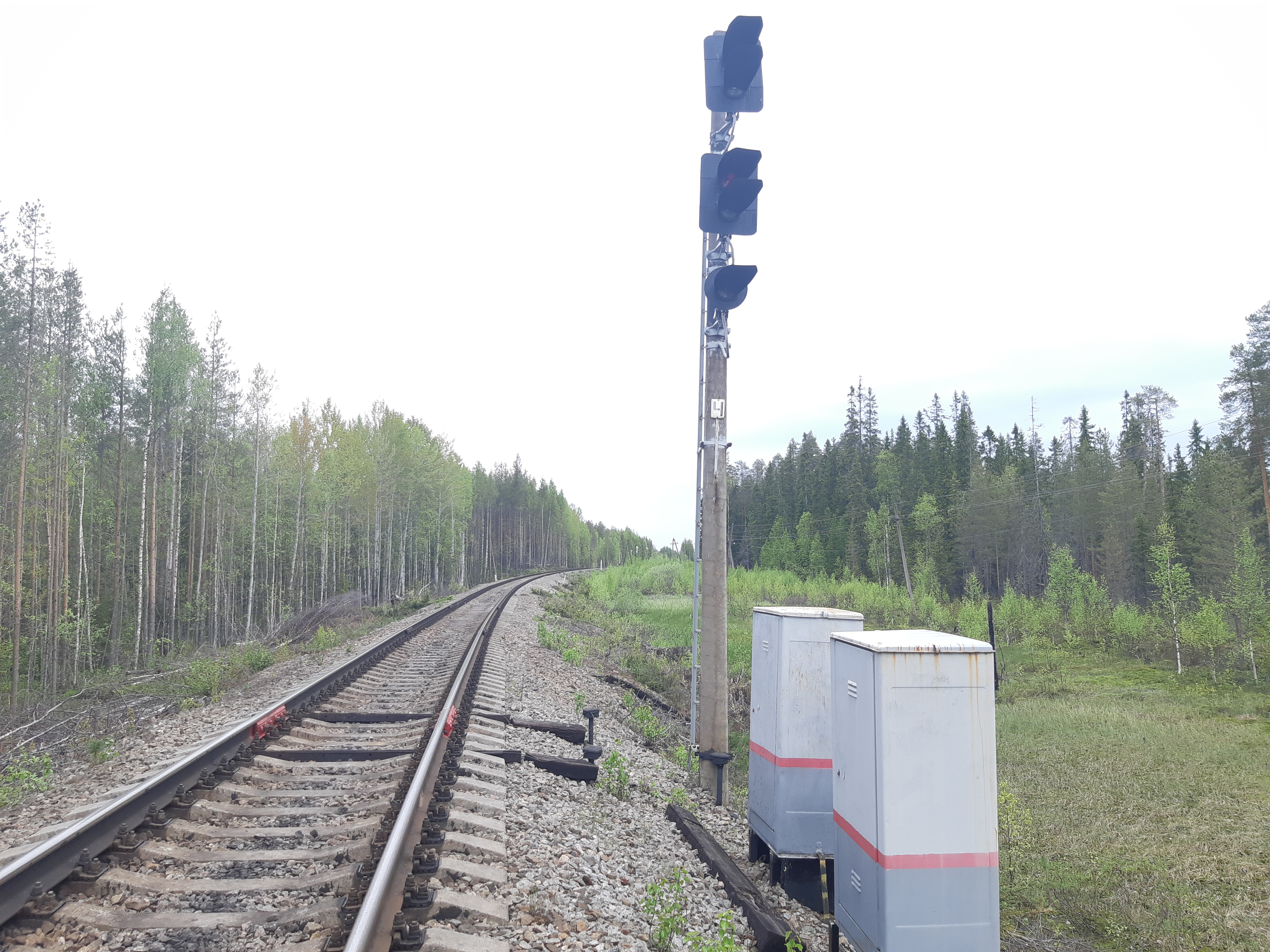
Вид на юг.
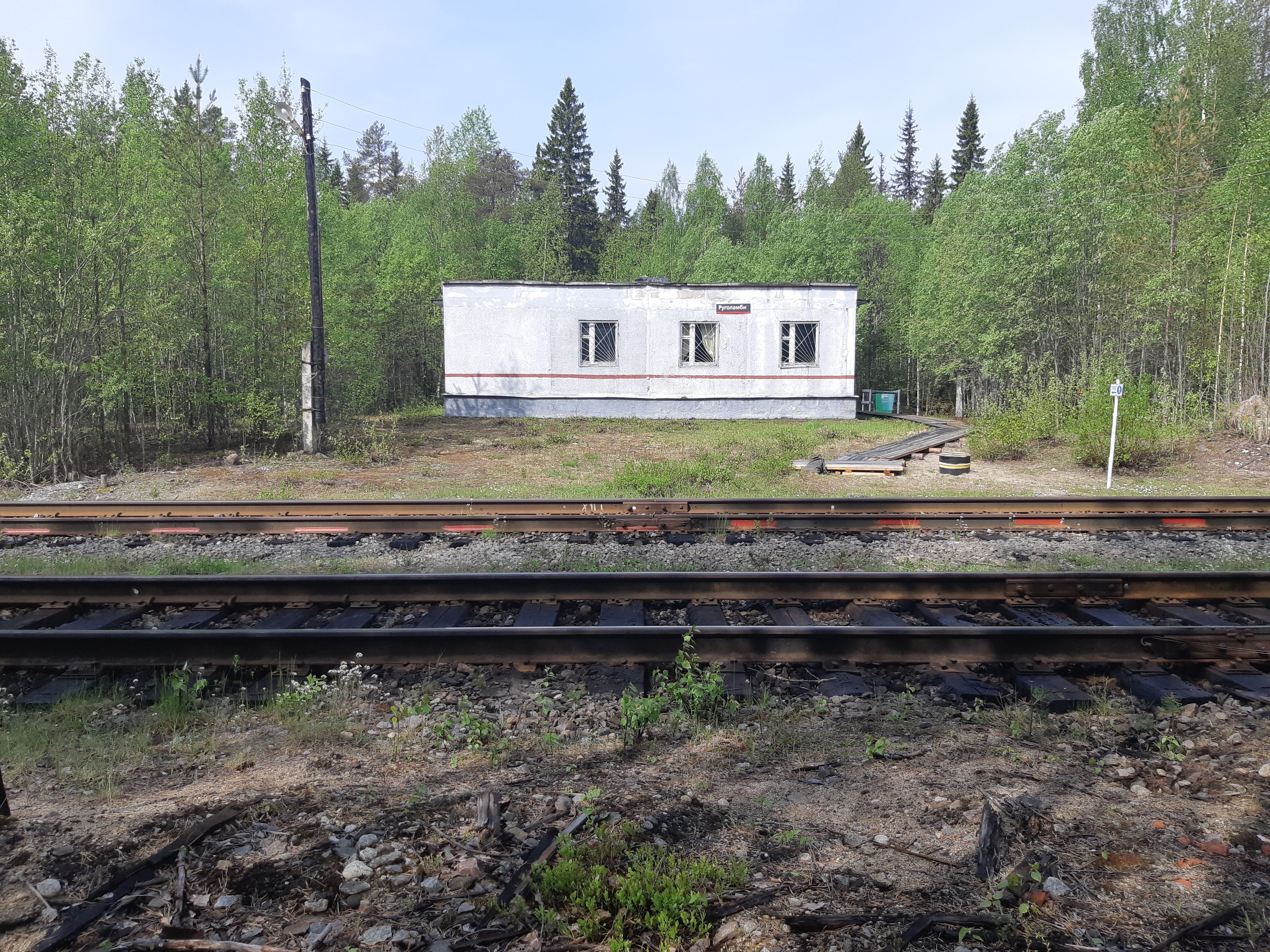
Панорама станции.